# ILIAS
ILIAS ist eine freie Software zum Betreiben einer Lernplattform. Sie dient der Erstellung und Bereitstellung internetbasierter Lehr- und Lernmaterialien (für E-Learning) sowie der Unterstützung von Kommunikation und Zusammenarbeit und ermöglicht überdies auch Prüfungen und Evaluationen in Kursen. Die Nutzungsmöglichkeiten der Software spiegeln sich auch im Namen ILIAS wieder, der als Abkürzung für Integriertes Lern-, Informations- und Arbeitskooperations-System steht.

## Entstehung
Die Software wurde 1997/98 im Rahmen des VIRTUS-Projekts entwickelt. Verantwortlich war Professor Wolfgang Leidhold vom Lehrstuhl für Politische Theorie und Ideengeschichte an der WiSo-Fakultät der Universität zu Köln. Ziele von VIRTUS waren die Ergänzung der Präsenzlehre durch Einsatz neuer Informations- und Kommunikationstechnologien (IKT), zeit- und ortsunabhängiges Studieren und verbesserte Kommunikation zwischen Studierenden und Lehrenden.
Aufgrund des großen Interesses anderer Hochschulen wurde ILIAS im Jahr 2000 als Open-Source-Software veröffentlicht. Zwischen 2002 und 2004 erfolgte eine grundlegende Neuentwicklung der technologischen Basis (modular, objektorientiert, XML-basiert, RBAC), die ab Version 3 wirksam wurde. Die Softwareentwicklung wurde viele Jahre vom Kooperationsnetzwerk ILIAS open source getragen, an dem Institutionen (vor allem des akademischen Bereichs) beteiligt waren. 
2009 erfolgte die Verstetigung des Projekts. Seither liegt die Betreuung und Weiterentwicklung der Software in den Händen des Vereins ILIAS open source e-Learning e.V., in dem sich Privatpersonen, Unternehmen, Bildungseinrichtungen und ILIAS-Dienstleister engagieren. Der Produktmanager der Software ist Matthias Kunkel, während kommerzielle Dienstleister Erweiterungen und Support übernehmen.

## Technisches
ILIAS wird seit 2000 unter der GNU General Public License veröffentlicht. Die Software steht damit jedem zur freien Nutzung und Weiterentwicklung zur Verfügung. ILIAS ist plattformunabhängig und kann auf Basis von Open-Source-Komponenten wie Apache-Server, PHP und einer relationalen Datenbank (MySQL, MariaDB) betrieben werden. Eine aktuelle Version von PHP ist erforderlich: Ab ILIAS 9 wird nur noch PHP 8.1 und 8.2 unterstützt; PHP 7.4 und 8.0 werden nicht mehr berücksichtigt.
ILIAS ist das erste Open-Source-LMS, das die wichtigsten E-Learning-Standards SCORM 1.2 und SCORM 2004 unterstützt und ab Version 3 XML-basiert ist.
Die Software legt großen Wert auf Sicherheit und Datenschutz. Eine Security-Gruppe veröffentlicht regelmäßig Berichte über behobene Sicherheitslücken. Die Entwickler halten sich an aktuelle Sicherheitsstandards und empfehlen möglichst zeitnahe Updates.
Auch die Barrierefreiheit ist ein in der Entwicklung wichtiges Thema. Zudem wird regelmäßig auf Nutzerfreundlichkeit geprüft.
Neben Linux/Unix-Systemen ist es auch möglich, ILIAS unter Windows (z. B. mit XAMPP) oder macOS zu installieren. Systemvoraussetzungen und Installationsanleitungen finden sich in der offiziellen Dokumentation.

## Verwendung
Für ILIAS sind weltweit Tausende Installationen mit Millionen von Nutzern bekannt. Vor allem im deutschsprachigen Raum ist die Software weit verbreitet und wird an zahlreichen Hochschulen, Schulen, Unternehmen und Behörden eingesetzt. Dort dient ILIAS der Organisation von Lehrveranstaltungen und wird für Schulungen und Weiterbildungsprogramme genutzt. Durch seine Modularität und Offenheit kann es sowohl als einfache Kursverwaltung als auch als komplexe Collaboration-Plattform genutzt werden.
Bekannte Anwender sind etwa die NATO (seit 2006) und die Bayerische Polizei (seit 2013).

## Community
Die Weiterentwicklung von ILIAS wird von der Anwender- und Entwickler-Community getragen. Der Verein ILIAS open source e-Learning e.V. koordiniert Releases, Qualitätsmanagement und rechtliche Rahmenbedingungen. Er ist offen für Bildungseinrichtungen, Unternehmen, Einzelpersonen und Dienstleister, die sich an der Entwicklung von ILIAS beteiligen und diese unterstützen möchten. Einmal jährlich findet eine Mitgliederversammlung statt, bei der zentrale organisatorische und strategische Fragen den Verein betreffend besprochen und Entscheidungen gemeinschaftlich getroffen werden.
Die Anwender organisieren sich in sogenannten Usergroups und Special Interest Groups (SIGs). Diese Gruppen dienen dem fachlichen Austausch und der Zusammenarbeit zu bestimmten Themenbereichen oder Zielgruppen. Ihre Arbeit umfasst unter anderem die gemeinsame Erarbeitung von Anforderungen, die Diskussion von Best Practices sowie die Vorbereitung von Weiterentwicklungen. Die verschiedenen Gruppen tagen regelmäßig und vernetzen sich virtuell.

### Konferenzen
Ein zentrales Element der Community-Arbeit ist die jährlich stattfindende Internationale ILIAS-Konferenz. Sie gilt als bedeutendstes Treffen der ILIAS-Anwender und -Entwickler. Sie findet an jährlich wechselnden Orten statt (überwiegend im DACH-Raum, aber auch in Italien, den Niederlanden etc.) und ist jeweils einem wechselnden Themenschwerpunkt gewidmet. Die Konferenz bietet ein Forum für Vorträge, Workshops und Diskussionsformate rund um den Einsatz und die Weiterentwicklung von ILIAS.
Darüber hinaus werden jährlich zwei Entwicklungskonferenzen durchgeführt. Diese richten sich vorrangig an technische Projektbeteiligte, etwa Entwickler und Systemadministratoren. Im Mittelpunkt stehen der Austausch über technische Neuerungen, die Abstimmung zu Entwicklungsstrategien und die Diskussion über technische Standards und zukünftige Funktionen.
Die Begleitung der Software durch eine große Community garantiert Unterstützung bei Problemen und die kontinuierliche Weiterentwicklung von ILIAS.

## ILIAS-Funktionalität

### Konzept
Anders als bei vielen Lernplattformen aus dem angelsächsischen Raum ist ILIAS nicht allein auf das Lernen und Arbeiten in Kursen fixiert. ILIAS folgt einem bibliotheksartigen Konzept: Alle Inhalte werden in einem hierarchischen „Bibliotheksmagazin“ organisiert, wobei Kategorien, Kurse, Gruppen und Ordner als Container fungieren. Diese Container können beliebig geschachtelt werden und enthalten Lern- und Arbeitsmaterialien sowie interaktive Module. Inhalte können zudem auch nicht registrierten Benutzern zugänglich gemacht werden. Auch ein Shop-System zur Vermarktung von Lerninhalten ist vorhanden (Plugin).
Die Zugriffsrechte auf alle Objekte werden über ein feingranulares Rechtesystem gesteuert. Mit diversen lokalen und globalen Rollen (automatisch und manuell erstellt) ist es möglich, für jeden Benutzer den Zugriff individuell zu regeln.

### Objektübersicht und Funktionsumfang
ILIAS bietet eine umfassende Sammlung von Lernobjekten und Werkzeugen: Zu den Standardobjekten gehören Foren, Wikis, Blogs, Glossare, Datensammlungen, Test- und Umfragemodule sowie Lernmodule im ILIAS- bzw. SCORM- oder HTML-Format. Auch Multimedia-Inhalte (Audio/Video), Kalender, News-Feeds, Buchungs- und Literaturlisten können integriert werden. Ein Autorentool ermöglicht die Erstellung neuer Seiten und webbasierter Trainingseinheiten direkt im Browser (WBTs). Zudem können in ILIAS ganze Studienprogramme als kombinierbare Kurseinheiten angelegt werden (Study Programs).
Ein persönlicher Arbeitsbereich („Dashboard“) stellt jedem Nutzer einen virtuellen Schreibtisch zur Verfügung, mit gespeicherten Favoriten, Notizen, einem Kalender und einem Lernfortschritts-Report. 
Die Kommunikation zwischen Nutzern wird durch integrierte Werkzeuge unterstützt: Ein internes Mailsystem ermöglicht Nachrichten mit Dateianhängen. Öffentliche und private Foren, Chat-Räume sowie Blogs und Wikis fördern den Erfahrungsaustausch und Teamarbeit. Lernende können über Nutzerprofile und Kontaktdaten Kontinuität in Lerngruppen herstellen; eine „Wer-ist-online“-Funktion signalisiert Präsenz.
Ab Version 9 kann dank dem WOPI-Editor (Web Application Open Platform Interface) direkt in ILIAS gemeinschaftlich an Text-, Tabellen- und Präsentationsdokumenten gearbeitet werden. Über modulare Plugins lassen sich weitere Funktionen hinzufügen (z. B. Etherpad, OpenMeetings oder Live-Voting).
Für Tests und Assessment steht ein mächtiges Prüfungswerkzeug zur Verfügung. Es enthält verschiedene Fragetypen (Multiple Choice, Lückentexttest inklusive Fehlertoleranz, Freitext, Zuordnungen, Imagemap, u. v. m.) mit LaTeX-Unterstützung, Zufallsauswahl aus Fragenpools, zeit- und benutzerabhängige Prüfungsregeln sowie flexible Notenberechnung (inkl. ECTS). Alle Ergebnisse lassen sich differenziert auswerten und exportieren. Zusätzlich können Umfragen für Evaluationen erstellt und Buchungspools (Terminreservierungen) verwaltet werden.
Die Tests und Umfragen lassen sich seit Version 4.2 um Kompetenzen erweitern. Das Kompetenzmanagement ermöglicht sowohl die Selbsteinschätzung eines Benutzers, als auch die Fremdeinschätzung durch andere (360°-Feedback).
Für die Bereitstellung bereits existenter Inhalte bestehen verschiedene Import-Schnittstellen für SCORM-1.2-, SCORM-2004-, und HTML-basierte Lernmodule. ILIAS ist als Learning-Management-System (LMS) zertifiziert für SCORM-Conformance Level LMS-RTE3 (1.2) und SCORM 2004 3rd Edition. Mit Hilfe des Open-Office-Plugins eLAIX können auch offline Lernmodule erstellt und importiert werden.
Ein ILIAS-Server kann auf allen gängigen Betriebssystemen betrieben werden. Installation und Update von ILIAS erfolgen über das integrierte Setup. Zur Benutzerauthentifizierung können neben der ILIAS-eigenen Datenbank auch CAS, LDAP, SOAP, RADIUS und Shibboleth genutzt werden. Single-Sign-On-Unterstützung ist vorhanden. Die gesamte Verwaltung und Pflege des Systems erfolgt über die integrierte Systemadministration. Diese umfasst neben der Benutzer- und Rechteverwaltung auch die gesamte Konfiguration der Module und Werkzeuge sowie die Festlegung von Basiseinstellungen und Auswahloptionen. Metadatenunterstützung auf allen Inhaltsebenen gemäß LOM-Standard komplementieren den Funktionsumfang.